# Monumento Nacional da Escócia

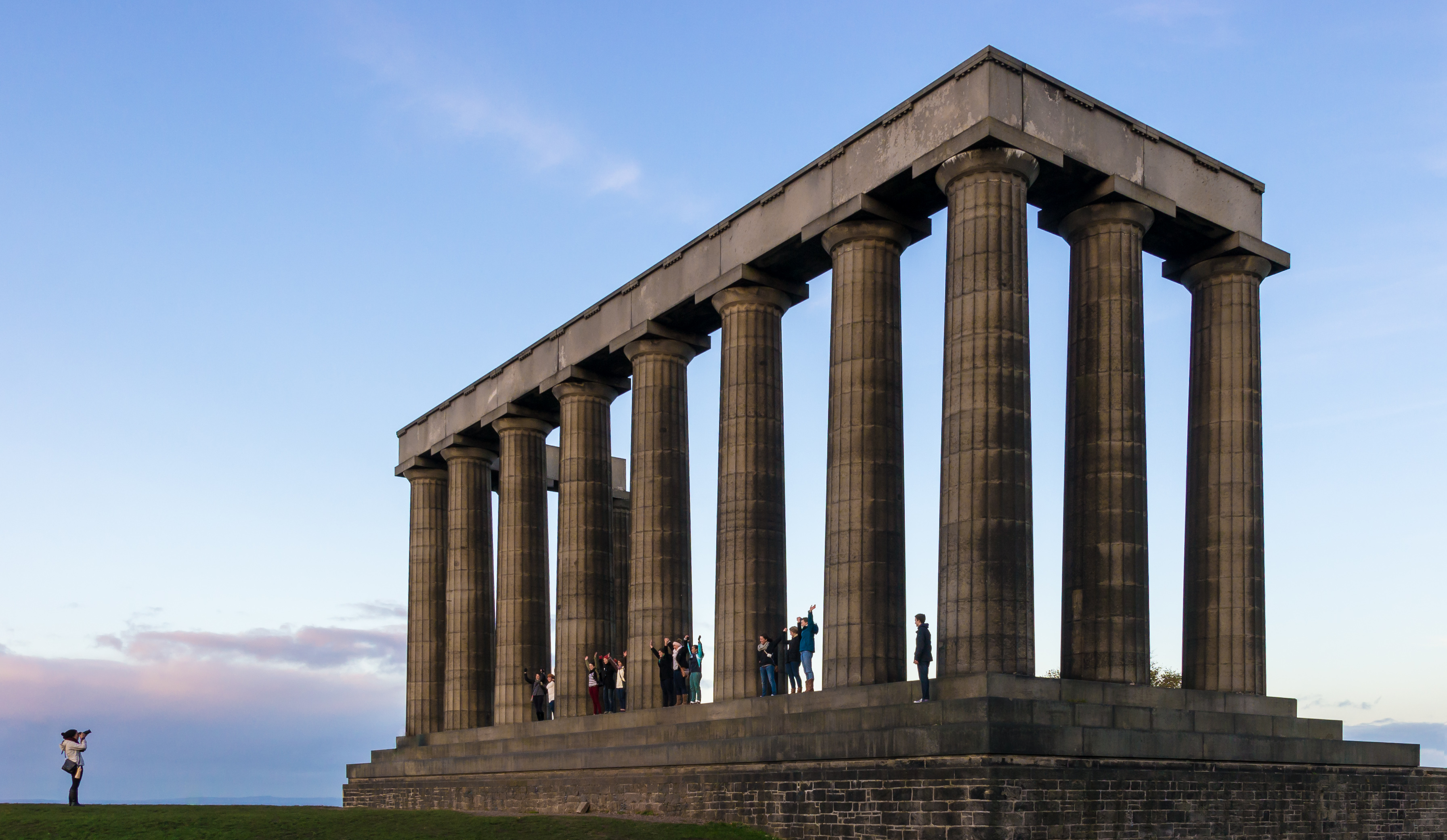
O Monumento Nacional da Escócia

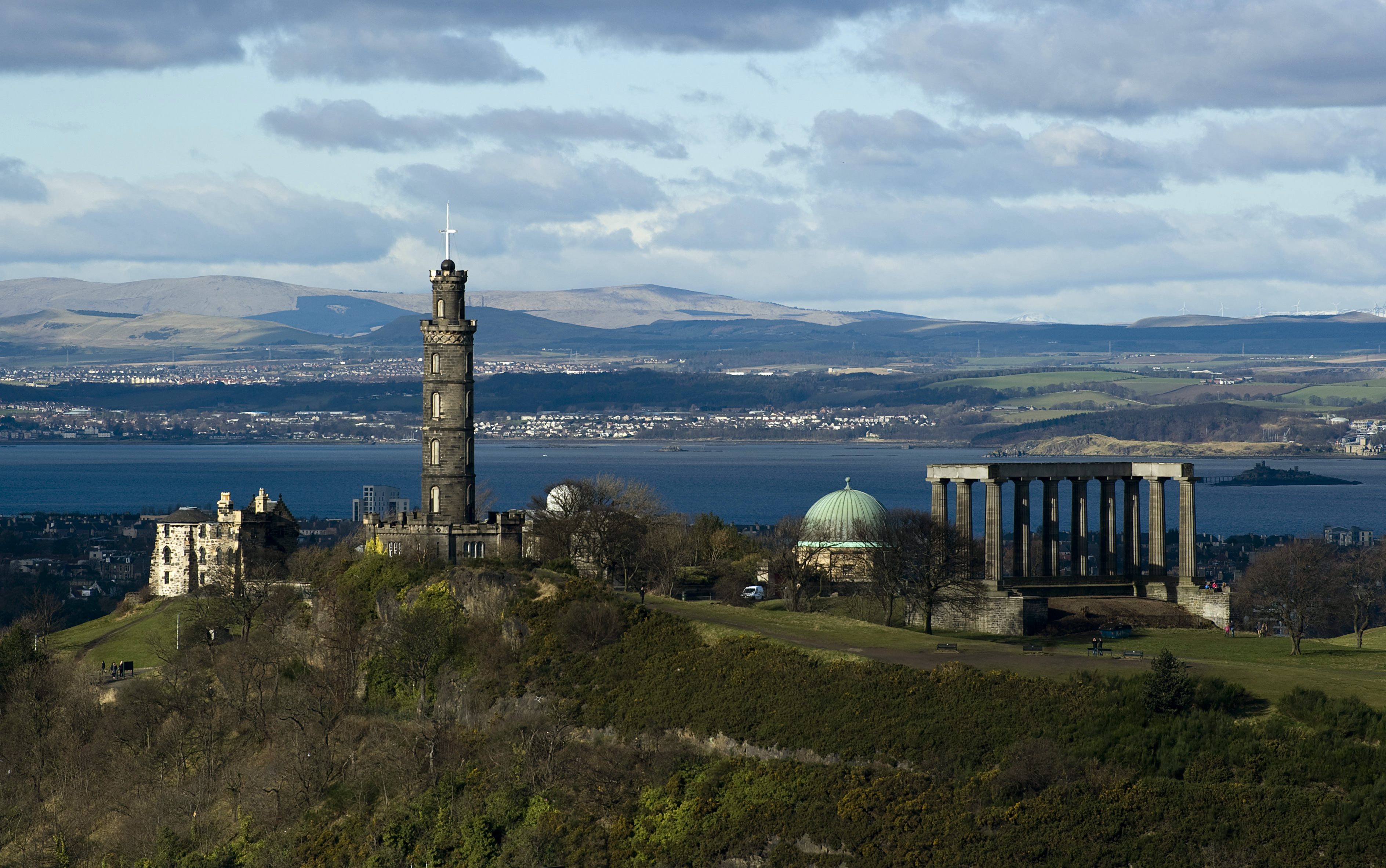
O Monumento Nacional (direita), visto dos Penhascos de Salisbury Penhascos com o Monumento de Nelson à esquerda.

O Monumento Nacional da Escócia, em Calton Hill, Edimburgo, é o memorial da Escócia aos soldados e marinheiros escoceses que morreram nas Guerras Napoleónicas. Segundo a sua epígrafe, a sua intenção era a de ser "Um Memorial do Passado e um Incentivo para o Heroísmo Futuro dos Homens da Escócia.
O monumento domina o topo da Calton Hill, a este da Princes Street. Foi concebido entre 1823 e 1826 por Charles Robert Cockerell e William Henry Playfair e inspirado pelo Partenon de Atenas. A obra iniciou-se em 1826 e, em consequência da falta de fundos, nunca foi terminada. Esta circunstância levou a que o monumento tenha várias alcunhas, entre as quais: "A Desgraça da Escócia", "A Desgraça de Edimburgo", "O Orgulho e a Pobreza da Escócia" e "A Estupidez de Edimburgo".